# Индекс автомобильных номеров Китая
Современные китайские регистрационные номерные знаки транспортных средств состоят из иероглифа, обозначающего провинцию, буквы алфавита и пяти цифр или букв (например 沪A 12345; 京C A1234; 苏A 1P234; 浙B AB987). 
Ранее все номера использовали пяти-цифровую схему, но с ростом количества автомобилей, стала очевидной необходимость расширения схемы нумерации латинскими буквами. Буквы стали впервые использоваться в крупных городах с одним префиксом. Например, Нанкин изменил первую цифру номера, что увеличило количество возможных комбинаций до 340 000 (исключения составляют буквы O и I, которые могут быть спутаны с цифрами 0 и 1). Дальнейшие изменения коснулись следующих двух цифр, что увеличило количество комбинаций до 792 000.
Жёлтые номерные знаки используются для крупных транспортных средств, таких как грузовики и автобусы.
Синие номера встречаются чаще и используются китайскими гражданами для легковых автомобилей, которые обычно имеют компактный размер.
Чёрные номерные знаки выдаются для всех типов иностранных транспортных средств. Чёрные номерные знаки также имеют автомобили из Гонконга и Макао.